# 鈴木秀次
鈴木 秀次（すずき ひでじ、1924年1月25日 - 2002年4月13日） は、日本の物理学者。東京大学名誉教授。日本学士院賞受賞。

## 人物・経歴
北海道滝川市出身。1942年北海道帝国大学予科工類修了。1945年北海道帝国大学理学部物理学科卒業、東北帝国大学金属材料研究所助手。1950年東北大学金属材料研究所講師。1953年東北大学金属材料研究所助教授。1954年日本金属学会功績賞受賞。1955年東北大学理学博士。1956年シカゴ大学金属研究所客員研究員。1959年日本原子力研究所副主任研究員。1963年東京大学理学部教授。1967年松永賞受賞。1970年ゲオルク・アウグスト大学ゲッティンゲンガウス客員教授。1984年定年退官、東京大学名誉教授、東北大学金属材料研究所教授。1987年本多記念賞受賞。同年定年退官、東京工科大学教授。1988年日本金属学会賞受賞。1992年日本学士院賞受賞。1994年勲二等瑞宝章受章。鈴木効果を提唱した。